# Sunsoft
Sunsoft (サンソフト, Sansofuto), ook gestileerd als SUNSOFT of SunSoft, is een Japans computerspelontwikkelaar. Sunsoft op zichzelf is geen bedrijf, maar een merknaam van de Japanse elektronicaproducent Sun Corporation, gericht op computerspellen.

## Geschiedenis
Op  16 april 1971 werd het moederbedrijf Sun Electronics Corporation opgericht in de Japanse stad Kōnan als producent van elektronische apparatuur. De eerste computerspellen werden ontwikkeld eind 1978, en waren de titels Block Challenger en Block Perfect. Sun Corporation had ondertussen ook enkele arcadespellen uitgebracht begin jaren 80.
De merknaam Sunsoft verscheen voor het eerst halverwege jaren 80 toen Sun Corporation begon met het ontwikkelen van spellen voor de thuismarkt. Sunsoft werd een internationaal opererende naam, en had de middelen om licenties te bemachtigen voor bijvoorbeeld Batman, Addams Family, en Gremlins.
In de jaren 1990 ging de Amerikaanse tak van Sunsoft samenwerken met Acclaim Entertainment. Een aantal spellen van Sega, zoals Fantasy Zone en After Burner, werden geporteerd door Sunsoft naar Nintendo's spelcomputers.
Na de hoogtijdagen in de jaren 90 ontwikkelt Sunsoft nu voornamelijk spellen voor smartphones, pachinko simulaties, en compilaties van klassiekers. Op 14 september 2006 kondigde Nintendo een samenwerking aan met Sunsoft betreffende uitgaven voor hun Wii Virtual Console.
Eind 2009 verkreeg Sunsoft de rechten van de gehele softwarelijst van het failliet geraakte Telenet Japan.

## Ontwikkelde spellen (korte selectie)
- Spy Hunter (1987, NES)
- Blaster Master (1988)
- Batman: The Video Game (1989)
- Fester's Quest (1989)
- Gremlins 2: The New Batch (1990)
- Batman: Return of the Joker (1991)
- Lemmings (1991)
- Mystic Quest (1991)
- Super Fantasy Zone (1992, Mega Drive)
- Aero the Acro-Bat (1993)

- Myst (1993, Saturn)
- Daze Before Christmas (1994)
- Zero the Kamikaze Squirrel (1994)
- Galaxy Fight (1995)
- Waku Waku 7 (1996)
- Chameleon Twist (1997)
- Hard Edge (1998)
- Power Quest (1998)
- Eternal Eyes (1999)
- Clock Tower 3 (2003)